# Колајна за храброст
Колајна за храброст је ратно одликовање.

## Опис
Ово одликовање у виду медаље установио је кнез Милан Обреновић, који их је лично додељивао, било то непосредно или на основу савета војног министра и надлежних команданата. Намењено је онима који су се истакли у Српско-турским ратовима (1876—1878). Ова медаља носила се на прсима о тробојној пантљики на левој страни. Са једне стране имала је лик кнеза Милана, а на другој испис „за храброст” са лавровим венцем. 
Рађене су по нацрту П. Рериха у литографским радионицама српског генералштаба. Израђиване су на више начине – од посребрене бронзе, алпака и белог метала, као и у неколико различитих стилизација.
Колајна за храброст први пут је успостављена 12. јула 1876. године; била је од сребра. Са једне стране имала је натпис „Милан М. Обреновић IV, књаз српски”, а са друге „за храброст” са лавровим венцем и грбом Србије.
Следећи пут била је златна. Израђивана је у радионици бечког мајстора Антона Шарфа, као и код других медаљера из тог града.
Касније, законом о одличјима промењен је назив овог одликовања из „колајна” у „медаља”.